# Domain-driven design
Domain-driven design (skrót DDD) – dominujące podejście do tworzenia oprogramowania kładące nacisk na takie definiowanie obiektów i komponentów systemu oraz ich zachowań, aby wiernie odzwierciedlały rzeczywistość. Dopiero po utworzeniu takiego modelu należy rozważyć zagadnienia związane z techniczną realizacją.
Podejście to umożliwia modelowanie systemów informatycznych przez ekspertów, którzy znają specyfikę problemu, lecz nie muszą znać się na projektowaniu architektury systemów informatycznych.
Domain-driven design zaleca stosowanie określonych wzorców projektowych i architektonicznych.
Twórcą terminu domain-driven design jest Eric Evans, autor pierwszej książki na ten temat: Domain-Driven Design: Tackling Complexity in the Heart of Software.